# Your Song Saved My Life
Your Song Saved My Life is een nummer van de Ierse rockband U2 uit 2021. Het nummer is afkomstig van de soundtrack van de film Sing 2, waarin Bono ook een stem verzorgt.
Het nummer is een popliedje dat gaat over hoe muziek je door moeilijke tijden heen helpt en wonden doet helen. De band maakte een profiel aan op TikTok om het nummer daar aan te kondigen en te promoten. De Nederlandse dj Martin Garrix, die een halfjaar eerder met Bono en The Edge samenwerkte op We Are the People, heeft het nummer mede geproduceerd. "Your Song Saved My Life" wist enkel in Nederland en Wallonië de hitlijsten te behalen. In Nederland bereikte de plaat de 16e positie in de Tipparade.